# ایستوود، نیو ساوت ولز
ایستوود (به انگلیسی: Eastwood) یک حومه شهر در استرالیا است که در نیو ساوت ولز واقع شده‌است.